# Tammuz (Mythologie)
Dieser Artikel wurde in der Qualitätssicherung Religion eingetragen. Hilf mit, die inhaltlichen Mängel dieses Artikels zu beseitigen, und beteilige dich an der Diskussion.
Tammuz ist ein babylonischer und assyrischer Hirtengott. Er gilt als der Gemahl oder Geliebte von Ištar.

## Gleichsetzungen
Tammuz wird oft mit dem sumerischen Vegetationsgott Dumuzi gleichgesetzt, dessen Verschwinden viele Klagelieder der sumerischen Literatur beweinen. Es wurde jedoch auch vorgeschlagen, den biblischen Joseph oder Jesus Christus von Tammuz abzuleiten.
In seinem Buch The Two Babylons zeigt Alexander Hislop eine andere Deutung. Er setzt Tammuz mit Nimrod gleich, dem Gründer der Stadt Babylon, der etwa 180 Jahre nach der Flut der Tage Noahs lebte. Die Bibel bezeichnet König Nimrod als Widersacher gegen den Gott Noahs, dessen Urenkel Nimrod war. (Gen 10,1–12 ) Die religiöse Überlieferung besagt, dass Nimrod wegen seines rebellischen Widerstandes gegen JHWH, den Gott Noahs, hingerichtet worden sei. Nimrods Anhänger betrachteten seinen gewaltsamen Tod als ein Unglück und machten ihn zu einem Gott. Jedes Jahr feierte man die Erinnerung an seinen Tod am ersten oder zweiten Tag des Mondmonats Tammuz, an dem sein Götzenbild beweint wurde.
In einer von Alfred Jeremias übersetzten und erläuterten Erzählung auf einer babylonischen Tafel lehnt Nimrod allerdings eine Beziehung zur Göttin Istar zunächst mit dem Hinweis auf ihre Behandlung des Tammuz ab: „dem Tammus, dem Gemahl deiner Jugend, nötigst du Weinen auf, Jahr um Jahr. Den bunten Alalla-Vogel hast du geliebt, du zerschlugst ihn, zerbrachst ihm die Flügel ...“ Dies spricht gegen die Gleichsetzung von Nimrod und Tammuz.